# Грицаенко, Алексей Александрович
Алексей Александрович Грицаенко (род. 25 мая 1995, Владивосток) — российский футболист, центральный защитник клуба «Рубин».

## Биография
Занимался в Центре подготовки юных футболистов ФК «Луч-Энергия» под руководством Константина Александровича Малко. Команда игроков 1995 год рождения, за которую выступал Грицаенко, считалась самой перспективной за всю историю юношеских команд «Луча». Его товарищами по команде были впоследствии пополнившие состав ФК «Луч-Энергия» Руслан Гордиенко, Евгений Белоногов, Владимир Заморока, а также Батрадз Кокоев (ФК «Химки»), Алексей Лупарев («Смена»).
Дебютировал в составе «Луча-Энергии» 11 марта 2016 года в гостевом матче против «Спартака-2» в возрасте 20 лет. После того как новым тренером стал Сергей Передня, начал попадать в состав регулярно, образовав пару центральных защитников с Дмитрием Гузем. В осенней части сезона 2016/17 стал твердым игроком стартового состава, в качестве партнеров по центру обороны выступили Михаил Попов и Андриан Кашкавал. Провел 35 матчей, забил 3 мяча, в том числе победный мяч в игре против одного из лидеров первенства — клуба «Тосно». По итогам осенней части первенства был признан болельщиками одним из лучших игроков команды. Всего за основной состав провел 38 матчей.
Был вызван в сборную ФНЛ на матч против сборной молодежной сборной Кипра. Провел весь матч.
В зимнее трансферное окно сезона 2016/17 годов привлек внимание нескольких команд премьер-лиги, включая «Спартак», «Зенит», «Амкар», «Урал», «Томь», а также нескольких команд ФНЛ, включая «Тосно» и «Волгарь». Селекционерами «Амкара» рассматривался как замена перешедшему в «Спартак» игроку сборной России Георгию Джикия.
В июне 2017 года перешёл в «Краснодар», контракт был подписан на 3 года. В чемпионате России дебютировал 31 июля в гостевом матче 3-го тура против московского «Спартака» (0:2).
В сезоне 2019/20 выступал на правах аренды за «Тамбов», в августе 2020 года подписал полноценный контракт.
27 января 2021 года подписал контракт с «Рубином». В сентябре 2021 года был отдан в аренду «Кубани» на сезон 2021/22.

## Клубная статистика
| Выступление      | Выступление      | Выступление      | Лига | Лига | Кубки | Кубки | Итого | Итого |
| Клуб             | Лига             | Сезон            | Игры | Голы | Игры  | Голы  | Игры  | Голы  |
| ---------------- | ---------------- | ---------------- | ---- | ---- | ----- | ----- | ----- | ----- |
| Луч-Энергия      | ФНЛ              | 2015/16          | 14   | 0    | 0     | 0     | 14    | 0     |
| Луч-Энергия      | ФНЛ              | 2016/17          | 35   | 3    | 1     | 0     | 36    | 3     |
| Луч-Энергия      | Итого            | Итого            | 49   | 3    | 1     | 0     | 50    | 3     |
| Краснодар        | Премьер-лига     | 2017/18          | 10   | 1    | 1     | 0     | 11    | 1     |
| Краснодар        | Итого            | Итого            | 10   | 1    | 1     | 0     | 11    | 1     |
| → Краснодар-2    | ПФЛ              | 2017/18          | 4    | 0    | —     | —     | 4     | 0     |
| → Краснодар-2    | ФНЛ              | 2019/20          | 4    | 0    | —     | —     | 4     | 0     |
| → Краснодар-2    | Итого            | Итого            | 8    | 0    | —     | —     | 8     | 0     |
| → Енисей         | Премьер-лига     | 2018/19          | 16   | 0    | 2     | 0     | 18    | 0     |
| → Енисей         | Итого            | Итого            | 16   | 0    | 2     | 0     | 18    | 0     |
| Тамбов           | Премьер-лига     | → 2019/20        | 19   | 1    | 1     | 0     | 20    | 1     |
| Тамбов           | Премьер-лига     | 2020/21          | 10   | 1    | 1     | 0     | 11    | 1     |
| Тамбов           | Итого            | Итого            | 29   | 2    | 2     | 0     | 31    | 2     |
| Рубин            | Первая лига      | 2022/23          | 28   | 1    | 1     | 0     | 29    | 1     |
| Рубин            | Премьер-лига     | 2023/24          | 12   | 1    | 2     | 0     | 14    | 1     |
| Рубин            | Итого            | Итого            | 40   | 2    | 3     | 0     | 43    | 2     |
| → Кубань         | ФНЛ              | 2021/22          | 24   | 1    | 1     | 0     | 25    | 1     |
| → Кубань         | Итого            | Итого            | 24   | 1    | 1     | 0     | 25    | 1     |
| Всего за карьеру | Всего за карьеру | Всего за карьеру | 176  | 9    | 10    | 0     | 186   | 9     |